# Elusa ceneusalis
Elusa ceneusalis är en fjärilsart som beskrevs av Walker 1858. Elusa ceneusalis ingår i släktet Elusa och familjen nattflyn. Inga underarter finns listade i Catalogue of Life.